# Ahmed Eid Abdel Malek
Ahmed Eid Abdel Malek (ur. 15 maja 1980) – egipski piłkarz, grający na pozycji pomocnika.
W rodzimych rozgrywkach w sezonie 2008/09 udało mu się wywalczyć Puchar Egiptu, po zwycięstwie jego drużyny w rzutach karnych w finale nad zespołem ENPPI Club.
W Afrykańskim Pucharze Konfederacji występował dotychczas podczas trzech edycji – 2006, 2008 i 2009 strzelając 9 bramek, zaś w Arabskiej Lidze Mistrzów zdołał strzelić jedną bramkę (w sezonie 2005/06).
W barwach reprezentacji Egiptu rozegrał dotąd 46 spotkań, strzelając przy tym 7 goli. Znalazł się w składzie na Puchar Narodów Afryki 2006 (gdzie Egipt został mistrzem Afryki) oraz Puchar Konfederacji 2009.